# Sacabolas de helado

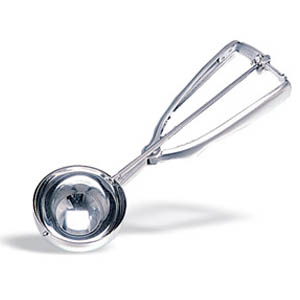
«Sacabolas de helado» o «boleadora», construido en metal.

El sacabolas de helado, también conocido como boleadora (Cuba), es un instrumento con forma similar a la cuchara, dotado de un mecanismo, creado específicamente para dar forma de bola al helado.

## Materiales
Generalmente se fabrican en metal, aunque pueden encontrarse en el mercado versiones con recubrimientos de plástico o silicona, incluso versiones construidas en plástico.[cita requerida]

## Inventor
El sacabolas de helado fue inventado por Alfred L. Cralle, que lo patentó el 2 de febrero de 1897, al emerger la industria heladera y darse cuenta de que no tenía por qué ser necesario usar dos manos para dar forma al helado y separarlo del molde.

## Uso
En la actualidad existen versiones en distintos tamaños y su uso ha sido generalizado en el ámbito de la gastronomía para dar forma de bola a diferentes masas o cremas que tengan la suficiente consistencia. También se utiliza para preparar los melones y sandías para una presentación más estética. Aun así, su uso más habitual es el de dar forma de bola a la crema de helado.[cita requerida]
El sacabolas o boleadora, aparte de dar forma al helado, en las heladerías y en otros establecimientos comerciales se usa también para medir la porción de helado servido o vendido. Algunos helados tradicionales, como el helado de Maraş, no pueden servirse con un sacabolas; para su servicio al cliente, se utiliza generalmente el mismo palo de hierro usado en su elaboración o una cuchara con un recipiente plano, pero diferente a las cucharas para comer el helado.[cita requerida]